# هرمانية ثنائية اللون
هرمانية ثنائية اللون (الاسم العلمي:Hermannia bicolor) هي نوع من النباتات تتبع جنس الهرمانية من الفصيلة الخلنجية.